# Виборчий округ 148
Виборчий округ 148 — виборчий округ в Полтавській області. В сучасному вигляді був утворений 28 квітня 2012 постановою ЦВК №82 (до цього моменту існувала інша система виборчих округів). Окружна виборча комісія цього округу розташовується в приміщенні кінотеатру "Київська Русь" за адресою м. Лубни, просп. Володимирський, 16.
До складу округу входять місто Лубни, Великобагачанський, Оржицький, Семенівський, Хорольський райони, частина Лубенського району (територія на південь від міста Лубни). Виборчий округ 148 межує з округом 151 на північному заході і на півночі, з округом 147 на північному сході і на сході, з округом 150 на півдні та з округом 195 на південному заході і на заході. Виборчий округ №148 складається з виборчих дільниць під номерами 530001-530035, 530474-530487, 530489-530494, 530504-530506, 530522-530531, 530654-530687, 530818-530837, 530839-530912 та 531002-531021.

## Народні депутати від округу
| Ім'я                          | Фото | Партія               | Скликання | Дата набуття повноважень | Дата припинення повноважень |
| ----------------------------- | ---- | -------------------- | --------- | ------------------------ | --------------------------- |
| Пилипенко Володимир Пилипович |      | самовисуванець       | 7-ме      | 12 грудня 2012           | 27 листопада 2014           |
| Іщейкін Костянтин Євгенович   |      | Блок Петра Порошенка | 8-ме      | 27 листопада 2014        | 29 серпня 2019              |
| Ляшенко Анастасія Олексіївна  |      | Слуга народу         | 9-те      | 29 серпня 2019           |                             |

## Результати виборів

### Парламентські

#### 2019
Кандидати-мажоритарники:
- Ляшенко Анастасія Олексіївна (Слуга народу)
- Мухтаров Фахраддін Аладдін-Огли (самовисування)
- Іщейкін Костянтин Євгенович (самовисування)
- Баганець Олексій Васильович (Батьківщина)
- Гермаш Дарина Мамуківна (самовисування)
- Ляшко Руслан Віталійович (самовисування)
- Жадан Євгеній Володимирович (Опозиційна платформа — За життя)
- Лінчевський Ігор Вячеславович (самовисування)
- Костіна Надія Анатоліївна (самовисування)
- Мірошниченко Віталій Григорович (Радикальна партія)
- Кобзар Артур Анатолійович (Голос)
- Головченко Олег Віталійович (Свобода)
- Карпець Іван Іванович (самовисування)
- Гриценко Сергій Олександрович (самовисування)
- Іванов Володимир Миколайович (Рух нових сил)
- Ступка Віктор Олексійович (самовисування)
- Христиченко Костянтин Леонідович (самовисування)
- Філоненко Олексій Іванович (самовисування)

#### 2014
Кандидати-мажоритарники:
- Іщейкін Костянтин Євгенович (Блок Петра Порошенка)
- Саковський Юрій Борисович (самовисування)
- Пилипенко Володимир Пилипович (самовисування)
- Новіков Віктор Володимирович (Народний фронт)
- Чеверда Юрій Григорович (Батьківщина)
- Боговик Мирослав Тимофійович (Заступ)
- Коряк Василь Васильович (самовисування)
- Іванов Володимир Миколайович (Радикальна партія)
- Біляєв Микола Вікторович (самовисування)
- Трембач Вячеслав Володимирович (самовисування)
- Сірик Ігор Володимирович (самовисування)
- Коробов Олег Ігорович (Опозиційний блок)
- Перепелиця Олег Володимирович (самовисування)
- Рудяк Олександр Валерійович (самовисування)
- Вацковський Микола Леонідович (самовисування)
- Федченко Сергій Петрович (самовисування)

#### 2012
Кандидати-мажоритарники:
- Пилипенко Володимир Пилипович (самовисування)
- Ворона Петро Васильович (УДАР)
- Кравецький Віктор Миколайович (Партія регіонів)
- Коряк Василь Васильович (самовисування)
- Сірик Ігор Володимирович (Комуністична партія України)
- Корнієнко Сергій Юрійович (Україна — Вперед!)
- Костюк Віктор Михайлович (самовисування)
- Домашенко Тетяна Михайлівна (Наша Україна)
- Сарана Віктор Володимирович (Соціалістична партія України)
- Бульба Вячеслав Свиридович (самовисування)
- Чаповський Олександр Якович (самовисування)

## Явка
Явка виборців на окрузі: